# Terpsithéa (Étolie-Acarnanie)
Pour l’article homonyme, voir Terpsithéa (Le Pirée).
Terpsithéa (grec moderne : Τερψιθέα) est une localité située dans le dème de Naupactie, dans le district régional d'Étolie-Acarnanie, dans la périphérie de Grèce-Occidentale, en Grèce.
Selon le recensement de 2021, elle compte 133 habitants.